# Rio de Janeiro Vôlei Clube 2023-2024
Questa voce raccoglie le informazioni riguardanti il Rio de Janeiro Vôlei Clube nella stagione 2023-2024.

## Stagione
Il Rio de Janeiro Vôlei Clube utilizza la denominazione sponsorizzata Sesc RJ Flamengo nella stagione 2023-24.
Partecipa alla Superliga Série A ottenendo il primo posto in regular season: ai play-off scudetto supera ai quarti di finale il Barueri in due gare, prima di essere eliminato in semifinale dal Rio de Janeiro in altrettanti incontri, terminando l'annata con un terzo posto finale. Bissa il terzo posto anche in Coppa del Brasile, perdendo nuovamente in semifinale contro il club di Uberlândia.
In ambito locale, invece, ottiene la vittoria del suo diciannovesimo Campionato Carioca. 

## Organigramma societario
Area direttiva
- Presidente: Paulo Antônio Ubach Monteiro

Area tecnica
- Allenatore: Bernardo de Rezende
- Secondo allenatore: Ricardo Tabach
- Assistente allenatore: Hélio Griner
- Preparatore atletico: Gabriel da Cunha

Area sanitaria
- Fisioterapista: Márcio Menezes

## Rosa
| N° | Nome               | Ruolo | Data di nascita  | Nazionalità sportiva |
| -- | ------------------ | ----- | ---------------- | -------------------- |
| 1  | Rosely Nogueira    | P     | 6 marzo 2001     | Brasile              |
| 2  | Marcelle da Silva  | S     | 2 febbraio 2002  | Brasile              |
| 3  | Adria Silva        | C     | 11 agosto 2004   | Brasile              |
| 4  | Julliana Gandra    | C     | 1º marzo 2004    | Brasile              |
| 5  | Clara Rodrigues    | P     | 24 marzo 2005    | Brasile              |
| 6  | Juciely Barreto    | C     | 18 dicembre 1980 | Brasile              |
| 7  | Kimberlly de Brito | O     | 9 novembre 1999  | Brasile              |
| 8  | Ariele Ferreira    | S     | 18 novembre 1995 | Brasile              |
| 9  | Sabrina Machado    | O     | 9 aprile 1996    | Brasile              |
| 10 | Michelle Pavão     | S     | 31 ottobre 1986  | Brasile              |
| 11 | Valquíria Dullius  | C     | 19 agosto 1994   | Brasile              |
| 12 | Gabriella de Souza | S     | 14 dicembre 1993 | Brasile              |
| 13 | Brie O'Reilly      | P     | 24 gennaio 1998  | Canada               |
| 14 | Lorena Tavares     | S     | 26 luglio 2004   | Brasile              |
| 15 | Helena Hoengen     | L     | 11 febbraio 2005 | Brasile              |
| 21 | Veronica Jones     | S     | 20 gennaio 1997  | Stati Uniti          |
| 22 | Laís Vasques       | L     | 12 febbraio 1996 | Brasile              |

## Mercato
| Acquisti | Acquisti           | Acquisti   | Acquisti   |
| R.       | Nome               | da         | Modalità   |
| -------- | ------------------ | ---------- | ---------- |
| O        | Kimberlly de Brito | Fluminense | definitivo |
| S        | Ariele Ferreira    | -          | definitivo |
| P        | Rosely Nogueira    | Pinheiros  | definitivo |
| S        | Lorena Tavares     | Paranaense | definitivo |

- Clara Rodrigues, P, promossa dal settore giovanile.

| Cessioni | Cessioni           | Cessioni      | Cessioni   |
| R.       | Nome               | a             | Modalità   |
| -------- | ------------------ | ------------- | ---------- |
| O        | Bruna da Silva     | Chemik Police | definitivo |
| C        | Fernanda da Silva  | -             | ritirata   |
| S        | Aline Maestri      | Barueri       | definitivo |
| O        | Monique Pavão      | Praia Clube   | definitivo |
| P        | Ana Cristina Porto | Blumenau      | definitivo |
| P        | Heloise Soares     | Georgia Tech  | definitivo |

## Risultati

### Superliga Série A

#### Girone di andata
| 1ª giornata - 4 dicembre 2023 Ginásio do Tijuca Tênis Clube, Rio de Janeiro  | Rio de Janeiro | 3 - 0 | Amavolei       | 21-25, 22-25, 20-25              |
| 2ª giornata - 15 novembre 2023 Ginásio do Tijuca Tênis Clube, Rio de Janeiro | Rio de Janeiro | 3 - 2 | Barueri        | 25-15, 21-25, 25-17, 17-25, 15-9 |
| 3ª giornata - 21 novembre 2023 Ginásio Henrique Villaboim, San Paolo         | Pinheiros      | 0 - 3 | Rio de Janeiro | 21-25, 12-25, 20-25              |
| 4ª giornata - 27 novembre 2023 Ginásio do Tijuca Tênis Clube, Rio de Janeiro | Rio de Janeiro | 3 - 1 | Bauru          | 25-23, 25-17, 24-26, 25-21       |
| 5ª giornata - 2 dicembre 2023 Ginásio da Hebraica, Rio de Janeiro            | Fluminense     | 1 - 3 | Rio de Janeiro | 29-27, 15-25, 22-25, 20-25       |
| 6ª giornata - 7 dicembre 2023 Ginásio Milton Feijão, São Caetano do Sul      | São Caetano    | 0 - 3 | Rio de Janeiro | 15-25, 15-25, 16-25              |
| 7ª giornata - 23 dicembre 2023 Ginásio Professor José Liberatti, Osasco      | Osasco         | 1 - 3 | Rio de Janeiro | 25-16, 18-25, 14-25, 18-25       |
| 8ª giornata - 18 novembre 2023 Ginásio do Tijuca Tênis Clube, Rio de Janeiro | Rio de Janeiro | 2 - 3 | Minas          | 17-25, 25-23, 25-23, 17-25, 9-15 |
| 9ª giornata - 6 gennaio 2024 Ginásio do Maracanãzinho, Rio de Janeiro        | Rio de Janeiro | 3 - 0 | Praia Clube    | 25-21, 25-20, 25-16              |
| 10ª giornata - 10 gennaio 2024 Ginásio Sebastião Cruz, Blumenau              | Blumenau       | 1 - 3 | Rio de Janeiro | 18-25, 16-25, 25-21, 22-25       |
| 11ª giornata - 13 gennaio 2024 Ginásio do Maracanãzinho, Rio de Janeiro      | Rio de Janeiro | 3 - 0 | Brasília       | 25-20, 25-17, 25-20              |

#### Girone di ritorno
| 12ª giornata - 18 gennaio 2024 Ginásio Francisco Bueno Neto, Maringá          | Amavolei       | 0 - 3 | Rio de Janeiro | 20-25, 20-25, 15-25              |
| 13ª giornata - 27 gennaio 2024 Sportville CT, Barueri                         | Barueri        | 0 - 3 | Rio de Janeiro | 15-25, 21-25, 15-25              |
| 14ª giornata - 1º febbraio 2024 Ginásio do Tijuca Tênis Clube, Rio de Janeiro | Rio de Janeiro | 3 - 0 | Pinheiros      | 25-17, 25-16, 25-19              |
| 15ª giornata - 6 febbraio 2024 Ginásio Poliesportivo Paulo Skaf, Bauru        | Bauru          | 0 - 3 | Rio de Janeiro | 11-25, 22-25, 19-25              |
| 16ª giornata - 17 febbraio 2024 Ginásio do Maracanãzinho, Rio de Janeiro      | Rio de Janeiro | 3 - 1 | Fluminense     | 25-23, 25-12, 23-25, 25-16       |
| 17ª giornata - 24 febbraio 2024 Ginásio do Maracanãzinho, Rio de Janeiro      | Rio de Janeiro | 3 - 0 | São Caetano    | 25-20, 25-11, 25-18              |
| 18ª giornata - 28 febbraio 2024 Ginásio do Maracanãzinho, Rio de Janeiro      | Rio de Janeiro | 2 - 3 | Osasco         | 25-27, 25-17, 25-22, 21-25, 7-15 |
| 19ª giornata - 9 marzo 2024 Arena Juscelino Kubitschek, Belo Horizonte        | Minas          | 1 - 3 | Rio de Janeiro | 15-25, 25-17, 17-25, 21-25       |
| 20ª giornata - 14 marzo 2024 Ginásio Oranides do Nascimento, Uberlândia       | Praia Clube    | 0 - 3 | Rio de Janeiro | 25-27, 20-25, 23-25              |
| 21ª giornata - 18 marzo 2024 Ginásio do Tijuca Tênis Clube, Rio de Janeiro    | Rio de Janeiro | 3 - 0 | Blumenau       | 25-21, 25-15, 25-21              |
| 22ª giornata - 22 marzo 2024 Ginásio Sesi Taguatinga, Brasilia                | Brasília       | 1 - 3 | Rio de Janeiro | 12-25, 13-25, 25-21, 21-25       |

#### Play-off scudetto
| Quarti di finale (gara 1) - 27 marzo 2024 Sportville CT, Barueri                        | Barueri        | 1 - 3 | Rio de Janeiro | 15-25, 20-25, 25-20, 17-25       |
| Quarti di finale (gara 2) - 30 marzo 2024 Ginásio do Tijuca Tênis Clube, Rio de Janeiro | Rio de Janeiro | 3 - 0 | Barueri        | 25-16, 25-19, 25-14              |
| Semifinali (gara 1) - 8 aprile 2024 Ginásio Oranides do Nascimento, Uberlândia          | Praia Clube    | 3 - 2 | Rio de Janeiro | 19-25, 25-20, 25-19, 22-25, 15-9 |
| Semifinali (gara 2) - 12 aprile 2024 Ginásio do Tijuca Tênis Clube, Rio de Janeiro      | Rio de Janeiro | 1 - 3 | Praia Clube    | 25-23, 16-25, 20-25, 21-25       |

### Coppa del Brasile
| Quarti di finale - 23 gennaio 2024 Ginásio do Tijuca Tênis Clube, Rio de Janeiro | Rio de Janeiro | 3 - 0 | Barueri     | 25-8, 25-18, 28-26  |
| Semifinale - 2 marzo 2024 Arena Multiuso, São José                               | Rio de Janeiro | 0 - 3 | Praia Clube | 21-25, 21-25, 18-25 |

## Statistiche

### Statistiche di squadra
| Competizione      | Punti | In casa | In casa | In casa | In trasferta | In trasferta | In trasferta | Totale | Totale | Totale |
| Competizione      | Punti | G       | V       | P       | G            | V            | P            | G      | V      | P      |
| ----------------- | ----- | ------- | ------- | ------- | ------------ | ------------ | ------------ | ------ | ------ | ------ |
| Superliga Série A | 61    | 13      | 10      | 3       | 13           | 12           | 1            | 26     | 22     | 4      |
| Coppa del Brasile | -     | 1       | 1       | 0       | 0            | 0            | 0            | 2      | 1      | 1      |
| Totale            | -     | 14      | 11      | 3       | 13           | 12           | 1            | 28     | 23     | 5      |

### Statistiche dei giocatori
| Giocatore    | Superliga Série A | Superliga Série A | Superliga Série A | Superliga Série A | Superliga Série A |
| Giocatore    | P                 | PT                | AV                | MV                | BV                |
| ------------ | ----------------- | ----------------- | ----------------- | ----------------- | ----------------- |
| J. Barreto   | 20                | 198               | 146               | 46                | 6                 |
| M. da Silva  | 21                | 6                 | 0                 | 0                 | 6                 |
| K. de Brito  | 8                 | 34                | 30                | 4                 | 0                 |
| G. de Souza  | 24                | 4                 | 2                 | 1                 | 1                 |
| V. Dullius   | 25                | 225               | 155               | 59                | 11                |
| A. Ferreira  | 1                 | 0                 | 0                 | 0                 | 0                 |
| J. Gandra    | 9                 | 65                | 42                | 14                | 9                 |
| H. Hoengen   | 23                | 99                | 82                | 11                | 6                 |
| V. Jones     | 26                | 414               | 350               | 34                | 30                |
| S. Machado   | 24                | 376               | 328               | 25                | 23                |
| R. Nogueira  | 10                | 9                 | 4                 | 2                 | 3                 |
| B. O'Reilly  | 24                | 90                | 38                | 33                | 19                |
| M. Pavão     | 26                | 163               | 124               | 19                | 20                |
| C. Rodrigues | -                 | -                 | -                 | -                 | -                 |
| A. Silva     | 1                 | 1                 | 1                 | 0                 | 0                 |
| L. Tavares   | -                 | -                 | -                 | -                 | -                 |
| L. Vasques   | 26                | 0                 | 0                 | 0                 | 0                 |

P = presenze; PT = punti totali; AV = attacchi vincenti; MV = muri vincenti; BV = battute vincenti

NB: Non sono disponibili i dati relativi alla Coppa del Brasile e, di conseguenza, quelli totali.